# Rまにあ
Rまにあ（ろっこつまにあ、Rマニア）は、浅井企画に所属していたお笑いコンビ。ともに神奈川県横浜市出身。1996年9月結成、2006年解散。

## メンバー
しゅく
本名: 宿輪 竜一（しゅくわ りゅういち）、 1976年11月5日 - 、血液型B型。
解散後は関根勤から「しゅく造め」と命名されてピン芸人として活動。
中島 ゆたか
本名:中嶋 裕（なかじま ゆたか）、1977年1月24日（48歳） - 、血液型O型。
解散後は芸人を引退。引退後も事務所に残り、2021年現在ではみやぞんのマネージャーを担当。

## 来歴
- 幼稚園、小学校、中学校とずっと一緒だった宿輪、中嶋の二人によって1996年6月に結成。宿輪の肋骨が浮き出て見えていたことから「Rマニア」と名付けられた。
- 『進ぬ!電波少年』で1998年4月から1999年10月まで約1年6か月に亘って放送された企画「電波少年的無人島脱出」「電波少年的スワンの旅」で有名になる。
- 先輩の関根勤と仲がよく、ゲームなどでよく遊んでいるらしい。

### 電波少年
- 電波少年に出演する前、所属事務所が主催するライブのオーディションに全く受からなくなり、途方に暮れていた。マネージャーに「事務所を辞める」と告げた日、最後の仕事として依頼されたのが、電波少年の前説だった。前説の数日後、自宅からマネージャーとの打ち合わせに向かう最中、道路に駐車されてあったマイクロバスのドアが突然開き、土屋敏男プロデューサーから『何やってるんだ乗れ。飯奢ってやるよ』と促された。パスポートを渡され、目隠しとヘッドフォンを付けられて情報を遮断され、3日ぐらい連れ回された後、ヘッドフォンが外されて、5、6人の聞いたことのない外国の言葉が飛び交っていて、ここはあたかも外国の空港から出発するかのように番組側が演出していた。「電波少年的無人島脱出」の企画は、愛媛県の無人島から、自分たちで筏を作って脱出し、人が住んでいる場所まで行くというのがゴールだったが、案の定、Rまにあは自分たちがいる無人島が海外だと信じ切っていた。この無人島は、後に『ザ!鉄腕!DASH!!』のDASH島となる。この企画をチャレンジした理由について宿輪は「僕も相方も正直、テレビですからいろんなサポートがあって、実際は楽なんじゃないかなと思っていたのと、『電波少年』ってその頃人気あったので、出演できたらおいしんじゃねえかっていう、安易な感じで引き受けました」と完全に若気のノリで引き受けてしまったという[2]。
- 「電波少年的スワンの旅」で使用されたスワンボートは池で貸し出されているスワンボートとは違い、航洋向けにヨットデザイナー高井理に設計を依頼した番組オリジナル。国内用に2隻、インド洋用に1隻建造された。国内用は純然たる人力航行のシステムで、2人で漕ぐことで最高耐水速力5ノットの設計であったが実際は海況にもよるものの2〜3ノットと実に微速であり、また人力船ゆえに軽量が求められ、構造上脆弱なため緊急時の曳航もままならず、よって番組の収録は過酷を極める結果となった。なお当初の予定では目的の島や港の付近のみ実際に人力で漕ぎ、それ以外の大半の航程はサポート艇で曳航する計画だったが、前記の理由で早々に断念されている[3]。続く海外版では、1回の航行距離が長くなることと、先の過酷さから学び、特別設計の推進システムを採用し、船体も補強して臨むものの故障が多く、結果としてオール等の人力主体となり、熾烈なロケを強行せざるを得なくなった、とされている。こうした事のため企画の経費が当初予定を遥かに超えてしまい、Rまにあ自身はもちろんスタッフの多くも疲労困憊してこの企画そのものに疑問を呈する者も少なくなかったという。
- この「電波少年的スワンの旅」で使用した脚力を使い、今度は『雷波少年』の企画「シドニーへの道」において競輪競技の世界へ挑戦することになり、競輪の学校に2人で短期入学をした後、東京ドームで行われた競輪の選手権に出場するが、ケガで断念。
- 翌年に2回目の挑戦をして、宿輪はサポート役で中嶋が出場して芸能界で1位となり企画終了となった。

こうして一連のRまにあの企画は、電波少年と雷波少年合わせて約2年に渡る最長記録になった（「無人島生活」105日間。「スワンの旅」愛媛～東京＝75日間、東京～仙台＝85日間、インド～インドネシア＝283日間）。

## 出演

### テレビ
- 進ぬ!電波少年 （日本テレビ 1998年4月 - 1999年10月）
- 雷波少年 （日本テレビ 1999年10月 - 1999年12月、2000年7月 - 2000年8月）
- おしゃれカンケイ（日本テレビ、1999年10月31日）
- いろもん貳（日本テレビ）
- THE夜もヒッパレ（日本テレビ）
- お台場・音楽・夜一番 （東京メトロポリタンテレビジョン 2000年10月 - 2001年3月）
- 電リク!BEAT BOX! （東京メトロポリタンテレビジョン 2001年4月 - 9月 月曜日レギュラー）
- ビバ!アミーゴ （キッズステーション 2001年4月 - 2003年3月）
- アミーゴ情報局 （キッズステーション 2003年4月 - 2004年3月）
- ハイパーGTステーション （キッズステーション 2004年4月 - 2005年3月）
- 爆笑オンエアバトル（NHK総合）戦績0勝1敗 最高105KB

### ラジオ
コサキンDEワァオ!
TBSラジオ
「コサキンヤング部24（ツーフォー）劇場」のコーナーに出演

### ライブ
- Rまにあ単独ライブ
- Rまにあ単独ライブ第2段!「加藤コーチ」（2000年5月27日 Shibuya eggman）
- Rまにあ単独ライブ第3段!（フリートークライブ） （2002年6月1日 欽こん館）
- ずん（R）まにあ　 （2005年6月30日、2005年11月18日　ずんと共演のライブ）

他

### 舞台
- カンコンキンシアター

### 映画
- 福耳（2003年）
- CAGE（2004年）- 中島のみ

## 連載
- 週刊パーゴルフ （2000年）

## 書籍
- Rマニア航海記 Part1 （1999年8月、日本テレビ放送網、ISBN 978-4820397311）
- Rマニア航海記 Part2 （1999年10月、日本テレビ放送網、ISBN 978-4820397359）